# ۲۴ محرم
۲۴ محرم، بیست و چهارمین روز از ماه محرم در تقویم هجری قمری است.
در تقویم هجری قمری قراردادی این روز بیست و چهارمین روز سال است.
این روز به روایتی سالروز درگذشت علی بن حسین در سال ۹۵ هجری است.

## زادگان
- ۱۳۱۱ - حسین بیکار،  نقاش و طراح برجسته مصری.
- ۱۳۴۸  - علی باقرزاده، ادیب، نویسنده، شاعر، بازرگان و مقام‌دار دانشگاهی ایرانی.شاعر عرب علیرضا حزابیان معروف(علی حسن الحزباوی) درسال 1416/1/24قمری

## درگذشتگان
- ۱۳۲۷ - انیس طالوی، فقیه حنفی، زبان‌شناس، محدث و مفسر سوری.